# Padstancyja
Padstancyja (biał. Падстанцыя, ros. Подстанция) – przystanek kolejowy w pobliżu miejscowości Podroś i Moczulna, w rejonie wołkowyskim, w obwodzie grodzieńskim, na Białorusi.